# Рудник Такелі
Рудник Такелі — колишній гірничодобувний майданчик на півночі Таджикистану.
Розробку покладів металу в районі Такелі вели ще в 9—12 століттях. Виробітки того періоду спускались на глибини до 150 метрів та нагадували нори, оскільки намагалися йти за жилою і вибирати лише руду та не чіпати породу. За оцінками, всього вилучено близько 9 тисяч тонн срібно-свинцевих та 11 тисяч тонн мідно-залізних руд.
В наші часи у 1933-му в Такелі почали видобувати арсенову руду. Остання перероблялась тут з випуском білого миш'яку, який був необхідний для виробництва цілого ряду видів хімічної зброї, зокрема люїзиту. Відносно обсягів робіт відомо, що в першому кварталі 1936 року в Такелі випустили 26 тонн миш'яку.
У 1950-му рудник Такелі передали Кансайському поліметалічному комбінату, який вже з 1952-го став відомий як Кансайський свинцево-цинковий комбінат. При цьому відбулась зміна профілю й тепер завданням рудника стала розвідка та розробка поліметалічних родовищ Такелійського рудного поля, зокрема Уч-Очак та Салик-Сай (Сассик-Сай). Видобуток вели підземним способом, зокрема відомо про існування шахти «Капітальна».
Руду спрямовували на розташовану на Кансайському руднику збагачувальну фабрику, яка далі відсилала свинцевий концентрат на Чимкентський свинцевий завод. Можливо відзначити, що родовища Такелійського рудного поля зазвичай описуються як свинцево-цинкові, втім, на Уч-Очак середній вміст металів становив 4,5 % свинцю та лише 0,2 % цинку.
Також відомо, що Уч-Очак мало доволі незначні запаси і його розробка не вийшла за межі середини 20 століття.